# Nicholas Nevid
Nicholas Nevid (Estados Unidos, 1960) es un nadador estadounidense retirado especializado en pruebas de estilo braza larga distancia, donde consiguió ser campeón mundial en 1978 en los 200 metros estilo braza.

## Carrera deportiva
En el Campeonato Mundial de Natación de 1978 celebrado en Berlín (Alemania), ganó la medalla de oro en los 200 metros estilo braza, con un tiempo de 2:18.37 segundos, por delante del soviético Arsens Miskarovs  (plata con 2:18.42 segundos) y del alemán Walter Kusch  (bronce con 2:20.16 segundos).